# StudyFree
StudyFree — американский EdTech стартап и онлайн-платформа для поступления на стипендиальные программы зарубежных университетов, запущен в 2018 году. 
Основатель — Даша Крошкина, предпринимательница из Старого Оскола, участница рейтинга «30 самых перспективных россиян до 30 лет» по версии Forbes.

## История развития
Апрель 2018 — первый бесплатный вебинар для желающих поступить в зарубежный университет со стипендией.
Июнь 2019 — 70 успешных поступлений в зарубежные университеты, 2170 пользователей демо-версии платформы.
Ноябрь 2018 — участие в предакселерационной программе Фонда развития интернет-инициатив, выход проекта на самоокупаемость. В штате 5-6 сотрудников, формат работы — подбор программ и консультирование.
Май 2019 — разработка и внедрение онлайн-платформы, что позволило автоматизировать процесс приёма и ведения клиентов.
Март 2020 — стартап получает приглашения в американские бизнес-акселераторы Berkeley SkyDeck в Сан-Франциско и TechStars в Нью-Йорке. Первый стартовал в апреле 2020 года, второй — в середине июля 2020 г.
Апрель 2020 — победа в международном конкурсе стартапов Seedstars. Проект получил $500,000 инвестиций. Создание Комьюнити StudyFree — сообщества студентов, выпускников и менторов с опытом поступления и релокации.
Май 2020 — успешный первый раунд инвестиций ($600,000) возглавляемый голландским фондом Acrobator. Выход на новые рынки: Индия, Нигерия, Кения, ЮАР, Бразилия, США.
Июль 2020 — 23 000 успешных зачислений, общая сумма полученного финансирования в виде стипендий и грантов — $4,1млн.
Октябрь 2020 — смена бизнес-модели, переход в формат подписки (годичная, а также 2-х- и 3-х-годичные программы для пользователей). Второй раунд инвестиций: $1,8 млн от TMT Investments и I2BF Global Ventures.
Январь 2021 — более 40,000 пользователей платформы из 108 стран. Активное развитие зарубежных рынков (ЮАР, Кения, Нигерия, Индия, Бразилия, США).
Апрель 2021 — на платформе собрано более 100 000 учебных программ и зарегистрировано 50,000 пользователей. Общая сумма финансирования, полученная студентами — $10.3млн.

## Продукт

### Платформа
Принцип работы экосистемы StudyFree базируется на комбинации инструментов платформы (программы университетов и их требования к поступающим, перечень документов с образцами, информация о государственных и университетских стипендиях с дедлайнами, гайды и списки задач), менеджерской помощи (подбор программ обучения и волонтёрства, составление плана подготовки, механика подачи документов и общение с университетами) и вклада Комьюнити (языковая практика, лидерские и амбассадорские программы, волонтёрство, коучинг, воркшопы и неформальные мероприятия студентов и менторов).

### Комьюнити
Комьюнити StudyFree насчитывает более 1,000 менторов (студентов, имеющих опыт поступления и учёбы за рубежом) из Индии, Европы, Африки, стран СНГ, Бразилии и США. Сообщество имеет отдельное приложение для общения и мероприятий на iOS и Android и помогает с поступлением в университеты, с переездом и адаптацией за границей, включая поиск жилья и работы.

## Цифры и показатели
На март 2022:
- на платформе зарегистрировано более 100 000 активных пользователей;
- 300 000 учебных программ;
- средний показатель успешных зачислений — 98 %;
- размер выигранных грантов и стипендий с помощью StudyFree составляет $41 213 000.

## Награды и достижения
2019 — Лауреат премии Конкурса стартапов имени Сергея Карпова.
2019 — Второе место на конкурсе Creatella Ventures.
2020 — Победитель конкурса стартапов Seedstars на мировом уровне — приз 500 000 долларов.
2020 — Berkeley SkyDeck Accelerator Program.
2020 — Techstars NYC Accelerator Program.
2020 — Топ-100 инновационных проектов EdTech в России и СНГ.
2020 — Стартап года по мнению редакции Rusbase.
2021 — Топ-8 самых перспективных проектов, на которые стоит обратить внимание по мнению Forbes.
2021 — Начальный раунд инвестиций в размере 3 млн долларов.